# 斯文·通巴
斯文·通巴（瑞典語：Sven Tumba，1931年8月28日—2011年10月1日），瑞典男子冰球、足球运动员。他曾代表瑞典参加1952年、1956年、1960年和1964年冬季奥林匹克运动会冰球比赛，共获得一枚银牌和一枚铜牌。